# Den Raben-Levetzauske Fond
Den Raben-Levetzauske Fond er en dansk fond, stiftet 1869 af gehejmeråd Carl Vilhelm Raben-Levetzau og hustru Julia Adelaide Harriet Raben-Levetzau. Ud over støtte til slægten Raben-Levetzau har fonden til formål at støtte sociale, velgørende, videnskabelige, jordbrugmæssige, uddannelsesmæssige, kulturelle og kunstneriske formål.  Fondens midler kan uddeles til både foreninger, selskaber, stiftelser og enkeltpersoner. 
Ved år ca. 1900 rådede fonden over en kapital på ca. 1½ mio. kr. i datidens mønt.
| Fonde | Spire Denne artikel om en fond, legat eller stiftelse er en spire som bør udbygges. Du er velkommen til at hjælpe Wikipedia ved at udvide den. |